# XIX Congresso del Partito Socialista Italiano
Il XIX Congresso del Partito Socialista Italiano si tenne a Roma dal 1° al 4 ottobre 1922.

## Premesse
Il tema al centro della discussione fu quello dell'espulsione della corrente riformista, che animava il dibattito interno al PSI fin dal II Congresso dell'Internazionale Comunista del 1920, quando il Comintern aveva stabilito tale condizione tra i 21 punti che ciascun partito avrebbe dovuto osservare per poter essere ammesso a far parte dell'Internazionale stessa. Il rifiuto della maggioranza massimalista di mettere in atto tale epurazione era stato all'origine della scissione della frazione comunista al Congresso di Livorno del gennaio 1921. Tale posizione era stata confermata anche al successivo Congresso di Milano dell'ottobre dello stesso anno, nonostante i tentativi di una frazione, detta Terzinternazionalista, formata dai delegati socialisti al III Congresso dell'Internazionale Comunista (Costantino Lazzari, Fabrizio Maffi ed Ezio Riboldi), che erano tornati da Mosca decisi a portare il partito sulle posizioni del Comintern. A cambiare le carte in tavola rispetto alla posizione della maggioranza del partito era però intervenuto l'atto di indisciplina dei riformisti e in particolare di Filippo Turati che, in contrasto con le deliberazioni del congresso milanese, si era recato dal re Vittorio Emanuele III per partecipare alle consultazioni nella fase della crisi del primo Governo Facta.

## I lavori congressuali
Per il Congresso di Roma la maggioranza massimalista, con Giacinto Menotti Serrati e Fabrizio Maffi, presentò dunque una mozione che prevedeva l'espulsione dell'ala riformista, e si contrappose ad un documento che invece insisteva ancora sull'opportunità di mantenere unito il partito, e fu perciò detta unitaria. Tale documento era appoggiato dalla corrente riformista di Turati e da una parte di massimalisti contrari all'epurazione dell'ala destra, tra cui Adelchi Baratono e Ferdinando Cazzamalli. Tra i sostenitori dell'opportunità della scissione, Serrati giudicò impossibile continuare a convivere con chi era disposto alla collaborazione con la borghesia, analizzando anche il fatto che, nella nuova fase di difesa dalla violenza fascista che ormai imperversava in molte regioni italiane, il fattore numerico garantito dall'unità era meno rilevante rispetto alle fasi di attacco, ed era invece necessario conservare accesa una fiaccola «che nel momento determinato dal fatale svolgersi della lotta di classe divamperà».
Il riformista Claudio Treves difese la collaborazione, temporanea e finalizzata a impedire che la reazione distruggesse le conquiste del proletariato. Treves, pur constatando che la scissione fosse ormai scontata, sostenne la necessità di mantenere il Partito socialista unito al proprio interno e indipendente dai comunisti e dal Comintern, accusato di essere diventato uno strumento sotto l'esclusivo controllo dello Stato russo, che lo utilizzava per i propri interessi specifici.
Alla fine, la sera del 3 ottobre, la mozione massimalista prevalse di stretta misura, per 32.106 voti contro 29.119. 
Rassegnato, Turati così espresse il rammarico degli esponenti della mozione unitaria: «Noi ci separiamo da voi: o, forse più esattamente (non vi sembri una sottigliezza), voi vi separate da noi. Comunque ci separiamo. Accettiamo l'esito della votazione.» Terminò con queste parole: «Accomiatiamoci al grido augurale di "Viva il socialismo!", auspicando che questo grido possa un giorno - se sapremo esser saggi - riunirci ancora una volta in un'opera comune di dovere, di sacrificio, di vittoria!.»
Gli aderenti alla mozione unitaria, guidati da Turati, diedero vita la mattina successiva al Partito Socialista Unitario. Di esso fu eletto segretario Giacomo Matteotti, mentre Treves assunse la direzione del periodico La Giustizia, la cui sede venne trasferita da Reggio Emilia a Milano e divenne l'organo ufficiale del nuovo partito. Nelle file del PSU confluirono oltre i due terzi del gruppo parlamentare socialista.
I delegati della mozione maggioritaria, invece, ratificarono la rinnovata richiesta di adesione del Partito socialista all'Internazionale, confermarono Domenico Fioritto segretario del partito e Serrati direttore dell'Avanti!.

## Sviluppi successivi
Dopo la scissione, o, meglio, l'espulsione dei riformisti, iniziarono le trattative per ottenere l'accettazione del PSI nel Comintern, che una delegazione guidata da Serrati e composta anche da Maffi, Tonetti, Garuccio e Romita condusse a Mosca in occasione del IV Congresso dell'Internazionale Comunista. I rappresentanti del Partito Comunista d'Italia chiedevano «una resa senza condizioni», cioè l'adesione dei socialisti al PCd'I come singoli, ma la mediazione dell'Esecutivo dell'Internazionale portò ad un compromesso che prevedeva un percorso di fusione tra i due partiti. All'interno del Partito socialista si aprì quindi un nuovo scontro tra i sostenitori di tale linea, tra cui Serrati, e i contrari, tra i quali emergeva Pietro Nenni insieme ad Arturo Vella e Gustavo Sacerdote, che già al Congresso di Roma avevano sollevato riserve sull'opportunità di tentare nuovamente l'adesione al Comintern. Le due correnti si sarebbero fronteggiate nell'aprile del 1923 a Milano nel corso del XX Congresso del PSI.